# كانسة عقبات

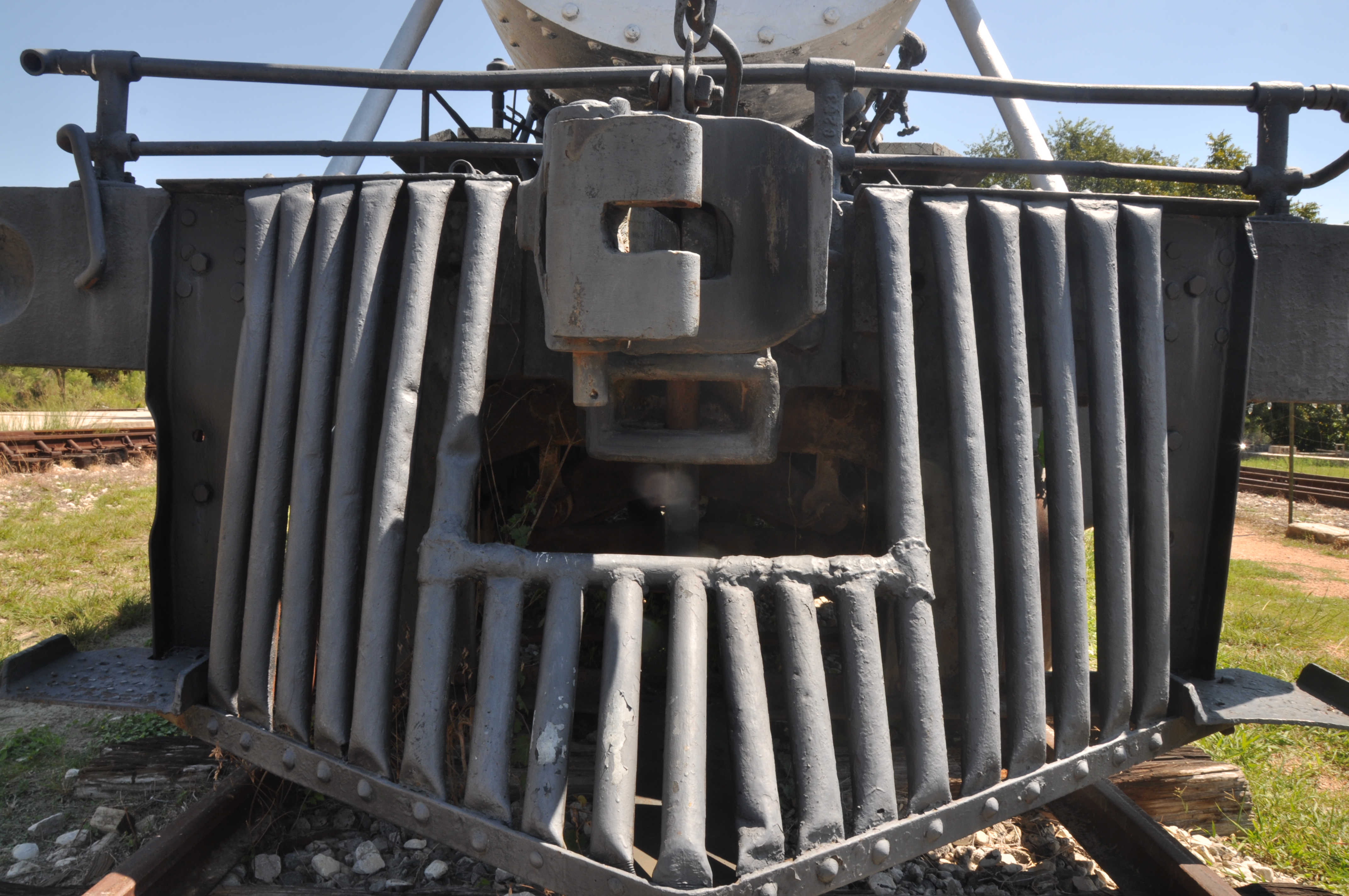
كانسة عقبات لقاطرة بخارية بَلدَوِن الأمريكية عام 1911 في متحف النقل في تكساس

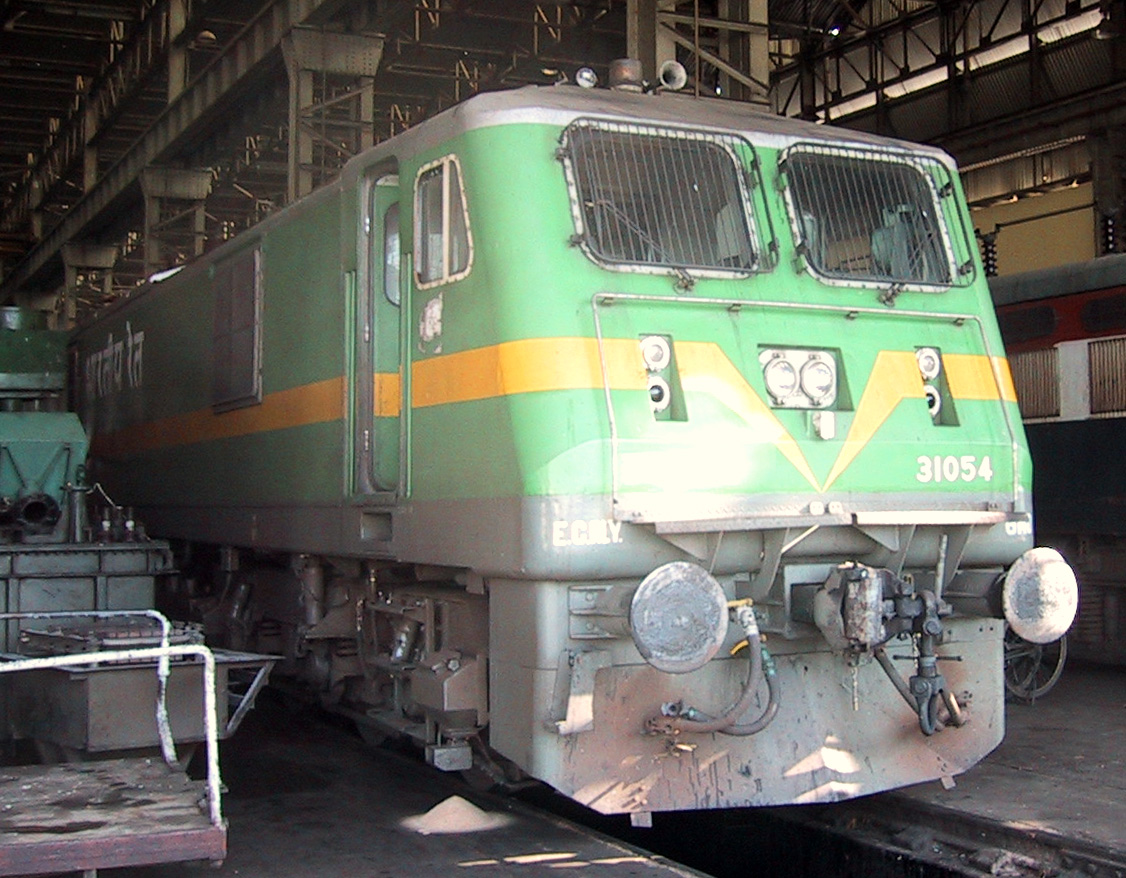
كانسة عقبات على قاطرة هندية حديثة WAG-9

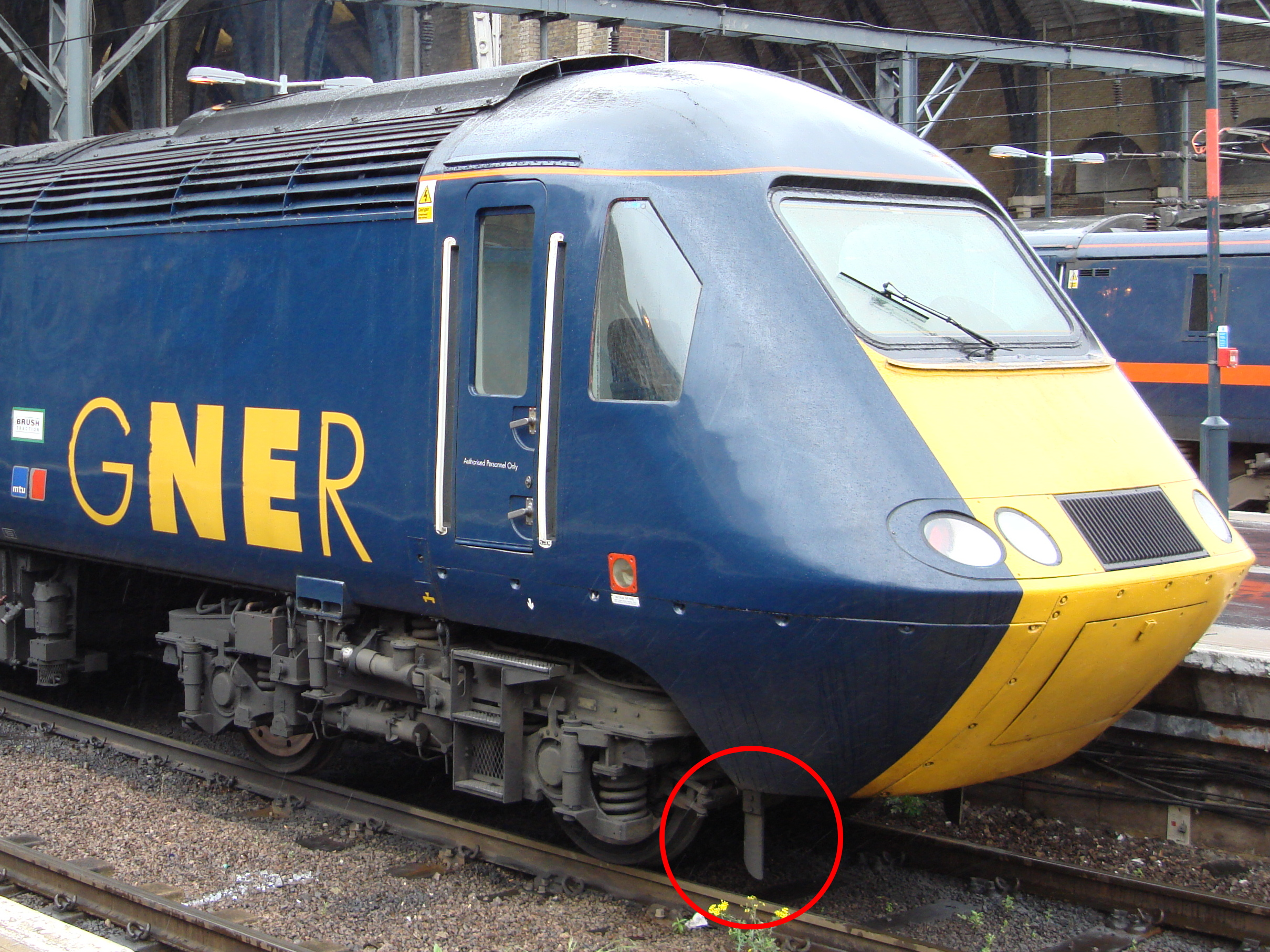
كانسة عقبات محاط بدائرة على قاطرة من طراز HST في المملكة المتحدة

كانسة العقبات أو اللاقطة هو الجهاز الذي يُركب في مقدمة قاطرة لتحريف العقبات الموجودة على المسار والتي قد تتسبب في إتلافها أو خروج القطار عن مساره.